# Права человека
Права́ челове́ка — правила, обеспечивающие защиту достоинства и свободы каждого отдельного человека.
В своей совокупности основные права образуют основу правового статуса личности. Конкретное выражение и объём этих прав как в позитивном праве различных государств и стран, так и в различных международно-правовых договорах, может отличаться. В международном публичном праве известнейший документ, их закрепляющий — Всеобщая декларация прав человека ООН. В государствах-членах ОБСЕ вопросы прав человека, основных свобод, демократии и верховенства закона носят международный характер и не относятся к числу исключительно внутренних дел соответствующего государства.

## Права человека в Античности
Манифест Кира — глиняный цилиндр, на котором Кир Великий повелел выбить клинописью список своих побед и милостивых поступков, а также перечисление предков. Артефакт был обнаружен при раскопках Вавилона в 1879 году и поступил в Британский музей.
Цилиндр получил широкую известность после того, как последний шах Ирана в 1960-е годы провозгласил нанесённый на него текст первой в истории декларацией прав человека: Кир высказывался за отмену рабства и за свободу вероисповедания. Шах пообещал строить свою политику в соответствии с заветами Кира — основателя персидской государственности.

## История

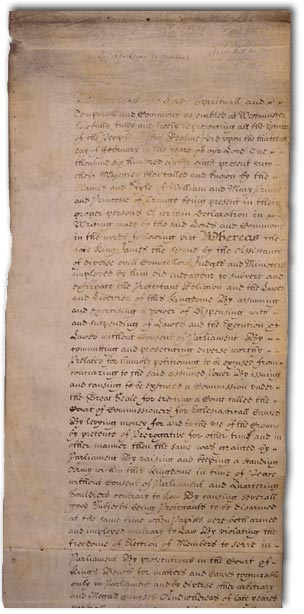
Английский Билль о правах 1689 года

Концепция прав человека в их современном понимании восходит к эпохе Возрождения и Реформации в Европе, времени постепенного исчезновения феодального авторитаризма и религиозного консерватизма, которые доминировали на протяжении Средних веков. В этот период европейские ученые предпринимали попытки сформировать своеобразную светскую версию религиозной этики. Хотя идеи прав и свобод личности в той или иной форме существовали в течение значительной части истории человечества, они не характеризовались заметным сходством с современной концепцией прав человека. Как отмечал исследователь Дж. Доннелли, в древнем мире «традиционные сообщества обычно обладали развитой системой обязанностей… концепциями справедливости, политической легитимности и процветания, которые являли собой попытку обеспечить человеческое достоинство, благополучие и достижение успеха в полном отрыве от прав человека. Соответствующие институты и практики скорее представляют альтернативу этим правам, нежели иную их формулировку». Чаще других встречается мнение о том, что концепция прав человека зародилась на Западе; хотя прочие, более ранние, культуры располагали существенными морально-этическими кодексами, именно понятие прав человека у них, как правило, отсутствовало. Некоторые исследователи, к примеру, убеждены, что само слово «право» не встречается ни в каких языках вплоть до XV века. Средневековые хартии о свободах, как, например, английская Великая хартия вольностей, по своей сути не являлись документами о правах человека, представляя собой скорее основу и форму ограниченного политического и юридического соглашения, предназначенного для урегулирования определенных обстоятельств в государстве. Впоследствии некоторые из этих документов, в том числе упомянутая Хартия, рассматривались на ранних этапах современных дискуссий о правах человека. Некоторые исследователи, впрочем, считают, что соответствующие права были отчасти описаны уже в Калишском статуте 1265 года, защищавшем лиц иудейского вероисповедания.
Истоки развития прав человека в Европе можно проследить в документе «Двенадцать статей» 1525 года, манифесте Реформации и Крестьянской войны в Германии, составлявшего часть требований крестьян в борьбе за свои права. Первая статья документа перекликается с идеями М. Лютера, изложенными в его трактате о праве христианской общины оценивать доктрину и выбирать духовного наставника; в какой-то степени можно сказать, что и весь документ в целом обязан своим появлением движению Реформации. Помимо социальных и политических требований, авторы заявили о праве на свободу совести; это право оказалось в центре активных дискуссий уже тогда, в XVI веке, когда собственно термин «права человека» ещё не существовал.
Впоследствии, в начале XVII века, баптистские теологи, в том числе Джон Смит, Томас Хелвис и Роджер Уильямс, писали трактаты, в которых активно выступали за свободу совести. Их идеи оказали влияние на взгляды Дж. Мильтона и Дж. Локка о религиозной терпимости. Кроме того, в формировавшихся тогда американских колониях — Род-Айленде, Коннектикуте, Пенсильвании — складывались условия для поддержки свободы вероисповедания, и в них находили убежище разнообразные религиозные меньшинства. Декларация о независимости, Конституция США и американский Билль о правах затем оформили и закрепили соответствующие традиции юридически. Перечисленные документы, вдохновленные американской революцией, оказали влияние в том числе и на Всеобщую декларацию прав человека ООН.
Впервые понятие «права человека» встречается во французской «Декларации прав человека и гражданина», принятой в 1789 году, хотя до этого идея прирождённых прав прошла долгий путь развития, важными вехами на её пути были английская Великая хартия вольностей (1215), английский Билль о правах (1689) и американский Билль о правах (1791).
В XIX веке в различных государствах по-разному складывается первоначальный либеральный набор гражданских и политических прав (свобода и равноправие, неприкосновенность личности, право собственности, избирательное право и др.), в современном понимании весьма ограниченных (имущественные избирательные цензы, политические запреты, неравноправие мужчин и женщин, расовые ограничения и т. п.). Одной из центральных общественно-политических проблем, имеющих непосредственное отношение к правам человека, в это время была проблема рабства; ряд деятелей, таких, к примеру, как британец Уильям Уилберфорс, предпринимали усилия, направленные на его отмену. Уже в 1807 году в Британской империи появился Акт о работорговле, запрещающий, соответственно, торговлю рабами, а в 1833 — Акт об отмене рабства. В США северные штаты ликвидировали институт рабства в период с 1777 по 1804 годы, в то время как южные — не испытывали желания отказываться от него; в конечном счете это привело к конфликтам и спорам о распространении рабовладения на новые территории и стало одной из причин раскола страны и последовавшей за ним гражданской войны. Впоследствии был принят ряд поправок к Конституции США, которые запрещали рабство, гарантировали полноценное гражданство и полный набор соответствующих прав всем, кто родился на территории государства, а также предоставляли чернокожим американцам право голоса.
В XX веке под сильным воздействием социалистических движений к гражданским и политическим правам прибавляются социально-экономические права (как правило, права трудящихся: право на объединение в профсоюзы, на труд, отдых, социальную помощь и т. д.).
В 1922 году по инициативе немецкой и французской лиг за права человека, два десятка организаций в разных странах создают Международную федерацию за права человека (FIDH), первую в мире международную организацию по защите прав человека.
Вторая мировая война и трагический опыт тоталитарных режимов инициировали качественный скачок в развитии института прав человека и гражданина, ведущую роль в развитии которого приобретает международное право.
10 декабря 1948 года резолюцией 217 А (III) Генеральной Ассамблеей ООН была принята и провозглашена «Всеобщая декларация прав человека»:

в качестве задачи, к выполнению которой должны стремиться все народы и государства с тем, чтобы каждый человек и каждый орган общества, постоянно имея в виду настоящую Декларацию, стремились путём просвещения и образования содействовать уважению этих прав и свобод и обеспечению, путём национальных и международных прогрессивных мероприятий, всеобщего и эффективного признания и осуществления их как среди народов государств-членов Организации, так и среди народов территорий, находящихся под их юрисдикцией.— Всеобщая декларация прав человека, преамбула
Начиная с 1950 года, ежегодно 10-е декабря отмечается как международный День прав человека.
Также в 1950 году в Европе была подписана Европейская конвенция о защите прав человека и основных свобод. Главное отличие этой Конвенции от иных международных договоров в области прав человека: создание реально действующего механизма защиты декларируемых прав — Европейского суда по правам человека.
В 1966 году под эгидой ООН приняты «Международный пакт о гражданских и политических правах» и «Международный пакт об экономических, социальных и культурных правах». Эти и последующие международные соглашения утвердили международный стандарт прав человека и гражданина и гарантии обеспечения этих прав, с целью инкорпорации (отражения) в конституционном строе государств-участников. Он не является исчерпывающим: «включение одних прав не означает умаление, а тем более отрицание других прав и свобод человека и гражданина».
Помимо перечисленных в международном стандарте прав человека, в национальных системах права список прав человека и гражданина нередко дополняется новыми положениями. Например, в России — правом на благоприятную окружающую среду, правом на информацию и др.

## Равноправие
Идея равенства людей своими корнями уходит в глубину веков. Но потребовались столетия для запрета дискриминации групп людей по тому или иному признаку.
Как и в Декларации прав человека и гражданина 1789 года, во Всеобщей декларации прав человека провозглашалось, что все люди рождаются свободными и равными в своём достоинстве и правах.
Однако дополнительно отмечалось: 

каждый человек должен обладать всеми правами и всеми свободами (провозглашёнными Декларацией) без какого бы то ни было различия, как-то в отношении расы, цвета кожи, пола, языка, религии, политических или иных убеждений, национального или социального происхождения, имущественного, сословного или иного положения.
Кроме того, не должно проводиться никакого различия на основе политического, правового или международного статуса страны или территории, к которой человек принадлежит, независимо от того, является ли эта территория независимой, подопечной, несамоуправляющейся или как-либо иначе ограниченной в своем суверенитете.— Всеобщая декларация прав человека, ст. 2

### Равноправие женщин и мужчин
Особого внимания в этом отношении требуют женщины. Впервые вопрос о равенстве прав мужчины и женщины стал решаться идеологами Великой французской революции. В 1791 году был принят Закон о женском образовании и предоставлены некоторые гражданские права. Но в годы Термидорианской реакции эти позиции были потеснены. В конце XIX — начале XX вв. в Германии распространилась теория «трех К» — Kinder, Küche, Kirche (дети, кухня, церковь), но параллельно развивались и другие направления общественного мнения. В Великобритании в 1847 году принят Закон о 10-часовом рабочем дне для женщины и открыт доступ к профессии учителя. В США с 1848 года замужние женщины получали право на собственность, а с 1880 года — возможность быть членами профсоюзов. Избирательным правом впервые воспользовались женщины Новой Зеландии в 1893 году.

## Законодательство

### Правовые инструменты и юрисдикция
Права человека, закрепленные во Всеобщей декларации прав человека, Женевских конвенциях и различных договорах ООН, хотя и имеют юридическую силу, но на практике многие из них очень трудно обеспечить юридической защитой из-за отсутствия консенсуса в отношении применения определенных прав, отсутствия соответствующего национального законодательства или органов, уполномоченных принимать меры для их обеспечения.
Существует ряд международно признанных организаций, обладающих всемирным мандатом или юрисдикцией в отношении определённых аспектов прав человека:
- Международный суд ООН является основным судебным органом Организации Объединенных Наций[23], имеет всемирную юрисдикцию, управляется Советом Безопасности ООН. Международный суд разрешает споры между народами, но не обладает юрисдикцией в отношении отдельных лиц.
- Международный уголовный суд является органом, ответственным за расследование и наказание за военные преступления и преступления против человечества, когда таковые происходят в пределах его юрисдикции, и уполномочен привлекать к ответственности лиц, виновных в совершении таких преступлений, которые произошли после его создания в 2002 году. Ряд членов ООН не присоединились к суду, и данный суд не обладает юрисдикцией в отношении граждан этих стран, а другие подписали, но ещё не ратифицировали Римский статут, которым был учреждён суд[24][нет в источнике].

## Демократические принципы
Понятия демократии и правового государства в определённой мере связаны с пониманием соотношения прав и свобод человека и государственной власти.
Любой индивид наделён определённой степенью свободы. Однако при реализации своих интересов индивид должен учитывать интересы других индивидов — таких же членов общества, как и он. В этом заключается ограничение свободы индивида правом до определенной степени.
Свобода — это способность и возможность сознательно-волевого выбора индивидом своего поведения. Она предполагает определённую независимость человека от внешних условий и обстоятельств.
Право — это всегда частичное ограничение свободы личности необходимое для совместного сосуществования свободных граждан.
Категории права существуют в трёх основных видах: неотъемлемые права (базовые), временно-неотъемлемые и полностью отъемлемые.

## Классификация

Логотип прав человека

В правовой доктрине по основной сфере проявления в общественных отношениях права человека обычно делятся на личные, политические, социально-экономические и культурные, однако, в значительной степени и такое деление символично. Для ряда из них существенно лишь различие между правами человека и правами гражданина.
Права человека также можно поделить на 1) личные + политические; 2) социально — экономические; 3) культурные + коллективные.
Ниже приведена популярная теория классификации прав и свобод человека и гражданина.

### Личные
Личные права являются правами каждого, и, хотя часто именуются гражданскими, не связаны напрямую с принадлежностью к гражданству государства, не вытекают из него. Считаются прирождёнными и неотъемлемыми для каждого человека независимо от его гражданства, пола, возраста, расы, этнической или религиозной принадлежности. Необходимы для охраны жизни, достоинства и свободы человека.
К личным правам обычно[когда?] относят[кто?]:
- Право на жизнь;
- Наказуемость только по суду — запрет внесудебной расправы;
- Неприкосновенность личности;
- Свобода передвижения и выбора места жительства;
- Неприкосновенность жилища;
- Неприкосновенность переписки;
- Запрет принудительного труда;
- Неприкосновенность собственности (некоторыми правоведами относится к экономическим; во Франции признано одним из основных личных прав со времён Великой французской революции[26]);
- Достоинство личности;
- Свобода совести и вероисповедания;
- Право личности на признание его правосубъектности;
- Право на убежище;
- Право на гражданство;
- Половая свобода;
- Право вступать в брак и основывать семью;
- Право владеть имуществом.

### Политические
Политические права и свободы отличаются от личных, социальных, экономических и других прав, тем, что, как правило, тесно связаны с принадлежностью к гражданству данного государства. Являются одной из групп основных конституционных прав и свобод граждан, так как определяют их участие в общественной и политической жизни страны.
К политическим правам, как правило, относят:
- Равенство перед законом — отсутствие сословий;
- Свобода совести — право иметь любые убеждения, в том числе исповедовать любую религию или не исповедовать никакой;
- Свобода слова и массовой информации — запрет цензуры;
- Свобода собраний — право проводить собрания как в закрытом помещении, так и под открытым небом;
- Свобода союзов — право создавать союзы не спрашивая разрешения;
- Свобода стачек;
- Право обращений;
- Право принимать участие в управлении своей страной.

### Социально-экономические
Это возможности личности в сфере производства и распределения материальных благ, призванные обеспечить удовлетворение экономических и тесно связанных с ними духовных потребностей и интересов человека. 
К социально-экономическим правам относятся:
- Трудовые права (право на труд и свободу труда);
- Право на охрану семьи, материнства, отцовства и детства;
- Право на социальное обеспечение;
- Право на жилище;
- Право на образование;
- Право на охрану здоровья и медицинскую помощь;
- Право на восьмичасовой рабочий день, на справедливые условия труда, равную оплату за труд равной ценности и т. д.

### Культурные
Культурные права обеспечивают духовное развитие личности. К ним относятся:
- Свобода наук и искусств (свобода литературного, научного и других видов творчества и преподавания);
- Свобода преподавания.

### Экологические
- Право на благоприятную окружающую среду;
- Право на достоверную информацию о состоянии окружающей среды;
- Право на возмещение ущерба, причинённого здоровью или имуществу экологическим правонарушением.